# Гилленфельд
Гилленфельд (нем. Gillenfeld) — община в Германии, в земле Рейнланд-Пфальц. 
Входит в состав района Вульканайфель. Подчиняется управлению Даун.  Население составляет 1433 человека (на 31 декабря 2010 года). Занимает площадь 14,99 км².